# Savuto (fiume)
Il Savuto è un fiume della Calabria, che nasce in Sila e si getta nel mar Tirreno dopo un corso di 48 km.

## Decorso
La sorgente si trova in località Spineto, nel territorio di Aprigliano e con precisione sul KM 0 della strada provinciale 61 a 1260 metri d'altezza; e la sorgente segna il punto preciso in cui si dividono i due versanti: a est sfocia sullo Ionio mentre a ovest sfocia nel Mar Tirreno, nei pressi di Nocera Terinese. Lungo il tragitto il Savuto riceve numerosi affluenti, fra i quali il Tarsitano,il Piciaro, il Tassitello, il Merone, il Cannavina, il Mola, il Lara, il Bisirico, il "Mentaro", il torrente Della Valle e il Calabrice. Il Savuto attraversa i territori di ben sedici comuni: Aprigliano, Parenti, Rogliano, Santo Stefano di Rogliano, Marzi, Carpanzano, Malito, Scigliano, Pedivigliano, Altilia, Grimaldi, Aiello Calabro, Martirano, San Mango d'Aquino, Cleto e Nocera Terinese, e sfocia infine nel Golfo di Sant'Eufemia, alcuni km a nord di Capo Suvero, dando luogo ad una piccola pianura costiera.

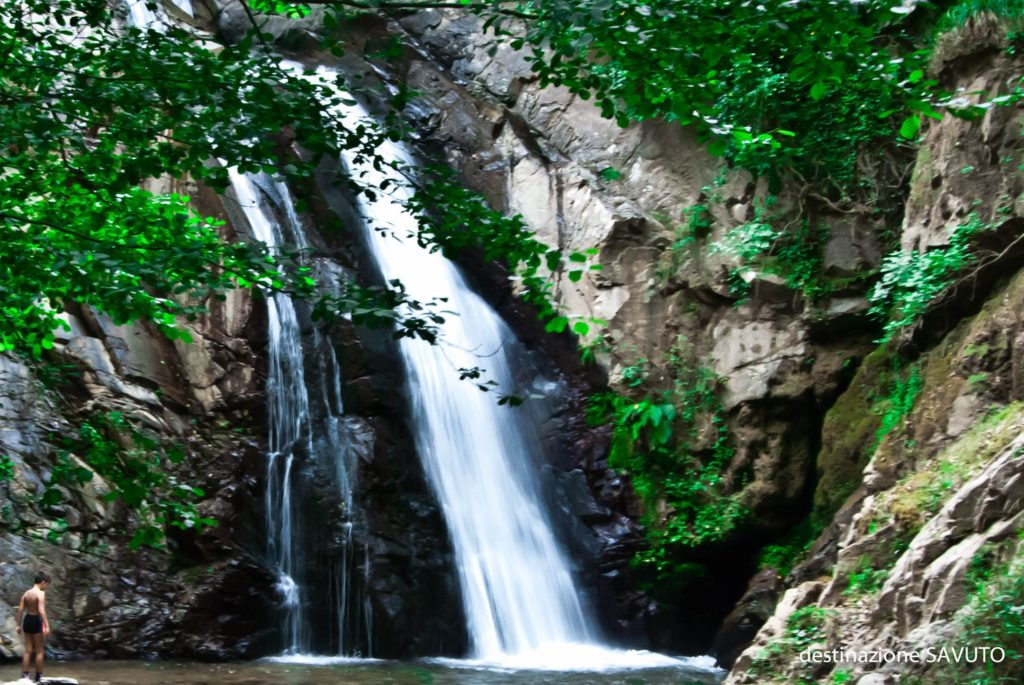
Cascate del Cannavino, affluente del fiume Savuto

## Storia
Chiamato dai latini Sabutus, si suppone corrisponda al fiume chiamato dai Greci Ocinaros (che scorre velocemente), non lontano dalla cui foce, sul lato sinistro, viene localizzata l'antica città di Terina secondo alcuni, l'altrettanta città antica di Temesa secondo altri studiosi. La querelle è aperta da molto tempo e di recente è stata rinfocolata da coloro che fanno sorgere Terina in territorio di Lamezia Terme e pongono Temesa sulla collina, Piano di Terina, che si eleva appunto sulla sinistra della foce del Savuto.
L'accidentato corso del Savuto fu causa della morte di Isabella d'Aragona (1247-1271), moglie di Filippo III di Francia. Di ritorno, assieme al marito, dall'Ottava crociata, incinta del quinto figlio, mentre attraversava il fiume nei pressi di Martirano, cadde da cavallo l'11 gennaio 1271 e morì a Cosenza qualche giorno dopo. Gabriele D'Annunzio, nelle Laudi, definirà «maligno / il guado che lei travolse e la corona».

## Ponti
Il Savuto, nel tratto più a monte del proprio corso, quello compreso nel territorio della Provincia di Cosenza, è attraversato da una serie di ponti, ciascuno dei quali è dotato di una propria rilevanza storica, ma che versano tutti in un pessimo stato di conservazione.
- Ponte dell'Ischia Romana (XVI sec.).
- Ponte di Tavolaria (XVI sec.), 200 metri più a valle del luogo in cui il torrente Cannavina affluisce nel Savuto con una spettacolare cascata dell'altezza di circa 15 metri.
- Ponte delle Fratte (XVI sec.), rifacimento di una struttura preesistente.
- Ponte Nuovo (XIX sec.), rifacimento di epoca Murattiana di una struttura preesistente ed appartenente al tracciato della Strada statale 19 delle Calabrie, illustrato da Horace de Rilliet nel proprio diario Colonna mobile in Calabria nell'anno 1852.
- Ponte di Sant'Angelo (II secolo a.C.), detto di Annibale, uno dei manufatti di epoca romana ancora esistenti più antichi della sua specie, realizzato a servizio della Via Popilia.